# Hannes Taljaard
Daniël Johannes "Hannes" Taljaard (født 13 marts 1971 i Siloam Venda, Sydafrika) er en sydafrikansk komponist og lærer.
Taljaard fik undervisning af bl.a. George Crumb og Karlheinz Stockhausen, og har vundet anerkendelse i Sydafrika og Europa for sine kompositioner.
Han har vundet førsteprisen for sin musik i Belgien (1994/1995).
Taljaard har skrevet orkesterværker, kammermusik, klavermusik, korværker og vokalværker.
Hans musik bæger præg af afrikansk og arabisk influens.

## Udvalgte værker
- Sarabande (1996) - for violin og orkester
- Nat og drømme (1993) - for klarinet og klaver
- Metafor I (1996-1998) for blandet orkester og ti kunstnere
- Bevægelse (1998) - for strygekvartet